# Micropelta rugosicollis
Micropelta rugosicollis là một loài bọ cánh cứng trong họ Cerambycidae.